# Нормативи кредитного ризику

## Визначення
Нормативи кредитного ризику як елемент економічних нормативів діяльності банків мають на меті не допустити надмірну концентрацію кредитного ризику в банку, оскільки неплатоспроможність одного або кількох контрагентів може суттєво дестабілізувати банк та навіть призвести до його банкрутства. Зокрема потрібно обмежити кредитні та інші операції з пов’язаними особами (інсайдерами) банку, так як ці операції можуть здійснюватися на пільгових для інсайдерів умовах.

## Види інсайдерів
Інсайдерами можуть бути фізичні та юридичні особи. До інсайдерів фізичних осіб відносяться власники істотної участі, управлінський персонал банку, (зовнішні) контролери, керівники та контролери афілійованих і споріднених осіб, а також асоційовані особи. Інсайдерами юридичними особами є власники істотної участі, афілійовані, споріднені та асоційовані особи (зображено детальніше в таблиці нижче).
Табл.: Види інсайдерів у банку
| Інсайдерів - фізичні особи | Інсайдери - юридичні особи |
| --- | --- |
| 1. власники істотної участі; 2. управлінський персонал банку: 1. перші керівники: голова та члени спостережної ради банку, голова правління/ради директорів та члени правління/ради директорів, заступники голови правління/ради директорів (президент, віце-президенти); головний бухгалтер та його заступники; 2. інший управлінський персонал: керівники філій; головні бухгалтери філій; керівники структурних підрозділів банку та члени кредитного комітету (кредитної комісії), які беруть участь у визначенні кредитної, інвестиційної та облікової політики, політики управління активами і пасивами, ключових напрямів діяльності банку; 3. працівники внутрішнього аудиту; 4. члени ревізійної комісії; 3. контролери: 1. особи, які здійснюють зовнішній аудит банку; 2. особа, яка є керівником державних органів (фондів, комітетів тощо) і відповідно до своїх посадових обов’язків здійснює контроль за діяльністю банків; 4. керівники та контролери афілійованих і споріднених осіб; 5. асоційовані особи: рідні брати та сестри, батьки, чоловік, дружина або повнолітні діти тих керівників банку, контролерів банку і керівників установ – акціонерів (учасників) банку, які є власниками істотної участі банку. | 1. власники істотної участі; 2. афілійовані особи: 1. установа, що має істотну участь у банку; 2. установа, в якій банк є власником істотної участі; 3. споріднені особи: 1. установа, у якій власником істотної участі є особа, яка водночас є власником істотної участі в банку; 2. установа, керівники якої є одночасно керівниками банку; 4. асоційована особа: юридична особа, в якій керівником є батьки, брати й сестри, дружина, чоловік або діти тих керівників і контролерів банку, а також установ – акціонерів (учасників) банку, які є власниками істотної участі в банку. |

## Спільний економічний ризик двох або більше контрагентів / поняття істотної участі
Необхідно зазначити, що в розрахунках нормативів кредитного ризику два або більше контрагентів вважаються такими, що несуть спільний економічний ризик, за наявності однієї з наступних умов: 
- Один контрагент є власником істотної участі іншого (інших);
- Два або більше контрагентів мають хоча б одного спільного власника їх істотних часток (незалежно від того, чи є він також клієнтом банку)
- Контрагенти використовують кредитні кошти для проведення спільної діяльності таким чином, що джерело повернення кредиту є для них спільним
- Кредитні кошти, що надані банком одному або групі контрагентів використовуються цим(и) контрагентом(ами) як кредитні ресурси для третьої особи, яка є клієнтом цього банку.

У зв'язку з цим слід з’ясувати поняття істотної участі. Говорячи про істотну участь, означає, що фізична чи юридична особа має прямо чи опосередковано (наприклад, набуття особою права голосу на загальних зборах акціонерів за дорученням акціонера, який є власником істотної участі в банку тощо), самостійно чи спільно з іншими особами частку в статутному капіталі банку або іншої юридичної особи (або має повноваження голосувати) в розмірі ≥ 10 %. Крім того, дві та більше особи вважаються такими, що разом володіють акціями (паями / частками) банку або іншої юридичної особи, якщо сума їх акцій ≥ 10 % і вони одночасно 
- є членами ради чи правління, власниками істотної участі чи законними представниками однієї юридичної особи; або
- одна з цих осіб надала іншій кредит для придбання акцій (паїв / часток) банку чи іншої юридичної особи; або
- вони є близькими родичами (рідні брати та сестри, батьки, чоловік, дружина або повнолітні діти).

Істотна участь може також виникнути незалежно від формального володіння акціями в разі можливості вирішального впливу на керівництво чи діяльність юридичної особи. Зокрема, інсайдер має можливість впливати на визначення кредитної, інвестиційної та облікової політики, на прийняття рішень з основних напрямів діяльності банку або іншої юридичної особи через укладені угоди чи іншим шляхом, тобто здійснює контроль над банком або іншою юридичною особою.

## Норматив максимального розміру кредитного ризику на одного контрагента (Н7)
Норматив максимального розміру кредитного ризику на одного контрагента Н7 визначається як співвідношення суми всіх вимог та позабалансових зобов’язань щодо цього контрагента до регулятивного капіталу банку, яке не повинно перевищувати 25 %. 
Перелік операцій, які охоплюються при розрахунку Н7 (а також Н8):
Вимоги щодо банків-контрагентів, зокрема:
- строкові депозити та кредити, що розміщені та надані іншим банкам, а також сумнівна та прострочена заборгованість за такими операціями та до погашення нарахованими доходами з них;
- дебіторська заборгованість та сумнівна дебіторська заборгованість за операціями з банками;
- боргові цінні папери, випущені банками, у торговому портфелі банку, у портфелі банку на продаж та в портфелі банку до погашення;

Вимоги щодо інших клієнтів (небанківських установ) і фізичних осіб, зокрема:
- стандартна, сумнівна та прострочена заборгованість за кредитами та доходами з них;
- дебіторська заборгованість та сумнівна дебіторська заборгованість, прострочені й сумнівні до погашення нараховані доходи;
- заборгованість (у тому числі прострочена й сумнівна) за факторинговими операціями, фінансовим лізингом, урахованими векселями, борговими цінними паперами органів державної влади та місцевого самоврядування, небанківських фінансових установ, нефінансових підприємств у торговому портфелі банку, у портфелі банку на продаж та в портфелі банку до погашення, прострочені й сумнівні до погашення нараховані доходи за ними;
- акції та інші цінні папери з нефіксованим прибутком (крім вкладень у статутні фонди інших банків та установ, на суму яких зменшено регулятивний капітал).

Позабалансові зобов’язання, що видані банком, зокрема,
- гарантії, поручительства, акредитиви та акцепти, що надані банком;
- сумнівні гарантії та поручительства;
- зобов’язання з кредитування, що надані банком.

Якщо значення Н7 для окремого контрагента перевищує нормативне, банку все ж дозволяється надавати кредити та здійснювати вкладення в боргові цінні папери в обсягах, що перевищують Н7, компенсуючи це виключенням із загального обсягу забезпечень кредитів або суму безумовного забезпечення та грошового покриття їхніх вкладень в боргові ЦП. Проте якщо навіть після використання таких пільг значення Н7 перевищує нормативне, банк зобов’язаний коригувати регулятивний капітал на розмір перевищення цього нормативу починаючи з наступного дня після проведення операцій, що призвели до перевищення. У випадку консорціумного кредитування до розрахунку нормативу провідного банку банківського консорціуму включається лише та частина кредиту, що надана безпосередньо цим банком. Станом на 1.1.2009 р. норматив Н7 у банках України становив 23,04 %.
```
      Сума всіх вимог та позабалансових зобов’язань щодо одного контрагента
    -------------------------------------------------------------------------      ≤ 25 % (
Н7
)
                             Регулятивний капитал
```

## Норматив великих кредитних ризиків (Н8)
В той час, як норматив Н7 обмежує концентрацію ризику за окремим контрагентом, норматив великих кредитних ризиків Н8 лімітує загальну суму сконцентрованих кредитних ризиків. При цьому, великі кредитні ризики визначаються як всі вимоги і позабалансові зобов’язання наданих щодо одного або групи пов’язаних контрагентів, що дорівнюють або перевищують 10 % регулятивного капіталу, тобто аналогічно до Н7 за винятком іншого нормативного значення (10 % замість 25 %). Нормативом Н8 вимагається, щоб суми великих кредитних ризиків не перевищували регулятивний капітал банку більше ніж у 8 разів (див. формулу нижче). В разі перевищення цього ліміту, але до 12-кратної межі, норматив адекватності платоспроможності Н2 встановлюється на подвійному рівні, тобто у розмірах 20, 24 або 30 % в залежності від пройденого строку з дня отримання ліцензії. В разі перевищення значення Н8 12-кратної межі, Н2 має дорівнювати 30, 36 або 45 %. Станом на 1.1.2009 р. значення Н8 вітчизняної банківської системи сягало приблизно 2-кратного розміру (187,36 %) регулятивного капіталу.
```
       Сума великих кредитних ризиків 
   ----------------------------------------   ≤ 800 % (
Н8
)
            Регулятивний капітал
```

## Норматив максимального розміру кредитів, гарантій та поручительств, наданих одному інсайдеру (Н9)
Норматив максимального розміру кредитів, гарантій та поручительств, наданих одному інсайдеру Н9, встановлюється з метою обмеження ризику, який виникає під час здійснення операцій з інсайдерами. Такі операції можуть проводитися на пільгових для інсайдерів умовах та загрожувати стабільній діяльності банку. Нормативом Н9 вимагається, щоб співвідношення суми вимог та позабалансових зобов’язань щодо одного інсайдера до статутного капіталу банку було не більше 5 %. Перелік видів вимог та зобов’язань, які охоплюються нормативами Н9, розглянуто детально у пункті про норматив Н10. В разі перевищення банком нормативу Н9 він зобов’язаний скорегувати регулятивний капітал на розмір перевищення цього нормативу, починаючи з наступного дня після проведення операцій, що призвели до перевищення. Станом на 1.1.2009 норматив Н9 мав значення 1,66 %.
```
    Сума вимог та позабалансових зобов’язань щодо одного інсайдера 
 --------------------------------------------------------------------    ≤ 5 % (
Н9
)
                         Статутний капітал банку
```

## Норматив максимального сукупного розміру кредитів, гарантій та поручительств, наданих інсайдерам (Н10)
Норматив максимального сукупного розміру кредитів, гарантій та поручительств, наданих інсайдерам (Н10) обмежує сукупну суму всіх вимог до інсайдерів та зобов’язань, виданих банком щодо всіх інсайдерів. При цьому використовуються такі типи вимог та позабалансових зобов’язань (перелік також стосується розрахунку нормативу Н9):
- Вимоги банку до одного інсайдера
  - строкові депозити, що розміщені в інших банках;
  - заборгованість за кредитами;
  - сумнівна та прострочена заборгованість за кредитами/депозитами, заборгованість за простроченими й сумнівними до погашення нарахованими доходами;
  - дебіторська заборгованість та сумнівна дебіторська заборгованість, прострочені й сумнівні до погашення нараховані доходи;
  - заборгованість (у тому числі прострочена й сумнівна) за факторинговими операціями, фінансовим лізингом, урахованими векселями, борговими цінними паперами, прострочені й сумнівні до погашення нараховані доходи за ними;
  - акції та інші цінні папери з нефіксованим прибутком (крім вкладень у статутні фонди інших банків та установ, на суму яких зменшено регулятивний капітал).
- Позабалансові зобов’язання, виданих банком щодо одного інсайдера
  - гарантії, поручительства, акредитиви та акцепти, що надані банком;
  - сумнівні гарантії та поручительства;
  - зобов’язання з кредитування, що надані банком.

Нормативом Н10 встановлюється максимальне значення співвідношення сукупних вимог та позабалансових зобов’язань щодо усіх інсайдерів до статутного капіталу банку у розмірі 30 %. Станом на 1.1.2009 року норматив Н10 в банках України мав значення 5,76 %.
```
   Сукупні вимоги та позабалансові зобов’язання щодо усіх інсайдерів 
 ----------------------------------------------------------------------  ≤ 30 % (
Н10
)
                         Статутний капітал банку
```